# Sputnik (tidskrift)
Sputnik var en sovjetisk tidskrift som gav ut av nyhetsbyrån Novosti mellan 1967 och 1991. Tidskriften publicerades på ett flertal språk i Sovjetunionen, Östblocket och Västeuropa.
Sedan 2014 finns en flerspråkiga nyhetstjänst vid namn Sputnik, som ett resultat av en sammanslagning av nyhetsbyrån Ria Novosti och utlandsradiokanalen Rysslands röst.